# Australian Juniors 2011
Das Australian Juniors 2011 als bedeutendstes internationales Nachwuchsturnier von Australien im Badminton fand vom 13. bis zum 15. Mai 2011 im Ken Kay Badminton Stadium in Wendouree in Ballarat statt.

## Sieger und Platzierte
| Disziplin    | Gold                              | Silber                                 | Bronze                               |
| ------------ | --------------------------------- | -------------------------------------- | ------------------------------------ |
| Herreneinzel | Terry Hee                         | Sean Lee                               | Asher Richardson                     |
| Herreneinzel | Terry Hee                         | Sean Lee                               | Ashwant Gobinathan                   |
| Dameneinzel  | Malvinne Ann Venice Alcala        | Fiona Seah                             | Wendy Chen                           |
| Dameneinzel  | Malvinne Ann Venice Alcala        | Fiona Seah                             | Vinning Mak                          |
| Herrendoppel | Terry Hee Leslie Teng             | Matthew Chau Sawan Serasinghe          | Samuel Ho Asher Richardson           |
| Herrendoppel | Terry Hee Leslie Teng             | Matthew Chau Sawan Serasinghe          | Ashwant Gobinathan Eddie Hung        |
| Damendoppel  | Jacqueline Guan Gronya Somerville | Wendy Chen Vinning Mak                 | Anona Pak Madeleine Stapleton        |
| Damendoppel  | Jacqueline Guan Gronya Somerville | Wendy Chen Vinning Mak                 | Joline Chua Fiona Seah               |
| Mixed        | Terry Hee Joline Chua             | Theodore Co Malvinne Ann Venice Alcala | Asher Richardson Madeleine Stapleton |
| Mixed        | Terry Hee Joline Chua             | Theodore Co Malvinne Ann Venice Alcala | Maika Phillips Anona Pak             |